# خلفان مبارک

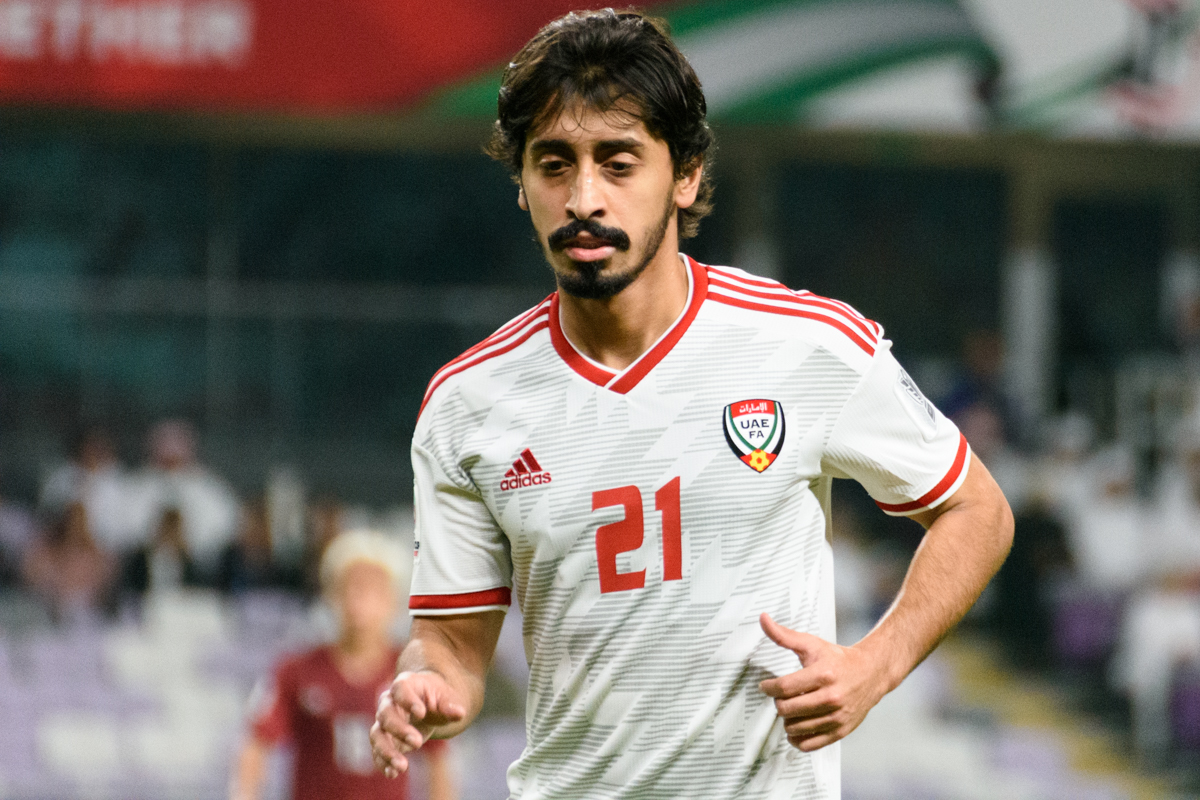
خلفان مبارک

خلفان مبارک (عربی: خلفان مبارك خلفان عبيد الرزي الشامشي؛ زادهٔ ۹ مهٔ ۱۹۹۵) یک بازیکن فوتبال است.
از باشگاه‌هایی که در آن بازی کرده‌است می‌توان به باشگاه الجزیره امارات، تیم ملی فوتبال امارات متحده عربی، و باشگاه فوتبال الاهلی امارات اشاره کرد.
وی همچنین در تیم ملی فوتبال UAE U18 بازی کرده است.